# Жан Жак Ндала Нгамбо
Жан Жак Ндала Нгамбо (фр. Jean Jacques Ndala Ngambo, нар. 14 червня 1987) — футбольний арбітр Демократичної Республіки Конго. Арбітр ФІФА з 2013 року.

## Кар'єра
Працював на таких міжнародних змаганнях:
- Юнацький кубок африканських націй 2015 (1 матч)
- Юнацький кубок африканських націй 2017 (1 матч)
- Чемпіонат африканських націй 2018[3] (1 матч)
- Молодіжний чемпіонат світу 2019[4] (2 матчі)
- Кубок африканських націй 2019 (2 матчі)
- Чемпіонат африканських націй 2020[5] (1 матч)
- Суперкубок КАФ 2021
- Кубок африканських націй 2021
- Кубок африканських націй 2023